# Grzegorz Stępniak (inżynier)
Grzegorz Stępniak – polski inżynier, doktor habilitowany nauk technicznych, specjalizujący się w technice światłowodowej i optotelekomunikacji. Adiunkt na Wydziale Elektroniki i Technik Informacyjnych Politechniki Warszawskiej.
Studia magisterskie z telekomunikacji ukończył w 2005 na Wydziale Elektroniki i Technik Informacyjnych Politechniki Warszawskiej. W 2007 rozpoczął pracę na tymże wydziale na stanowisku asystenta, a od 2009 – adiunkta. Stopień doktorski uzyskał w 2009 na podstawie pracy zatytułowanej Zastosowanie zwielokrotnienia grup modowych do transmisji danych w światłowodach wielomodowych, przygotowanej pod kierunkiem Jerzego Siuzdaka, a w 2016 habilitował się, pisząc rozprawę pt. Zwiększenie przepustowości optycznych łączy krótkiego zasięgu za pomocą metod optycznych i elektrycznych. W swojej działalności naukowej skupił się na zagadnieniach związanych z transmisją sygnałów w optycznych łączach krótkiego zasięgu, w szczególności w światłowodach wielomodowych. Publikował prace w czasopismach, takich jak „IEEE Photonics Technology Letters”, „Electronics Letters”, „Journal of lightwave technology” czy „IEEE Photonics Journal”.